# SMSS J031300.36-670839.3
SMSS J031300.36-670839.3 (förkortat SM0313) är en stjärna i Vintergatan belägen på 6 000 ljusårs avstånd från jorden. Med en ålder på 13,6 miljarder år är det den äldsta kända stjärnan i universum. Stjärnan bildades omkring 100 miljoner år efter big bang, som ägde rum för ca 13,8 miljarder år sedan.
Stjärnan upptäcktes av ett lag som leddes av Australian National University. Upptäckten tillkännagavs i Nature den 9 februari 2014.

## Förekomst av grundämnen
Stjärnans mycket låga övre gräns för järn på mindre än en tiomiljondel av solens nivå, pekar på att den är en första generationens Population II-stjärna, bildad ur gasmolnet som anrikats av en av de allra första stjärnorna. SMSS J031300.36-670839.3 har även en mer än tusen gånger högre halt av kol i jämförelse med järn. Grundämnenas förekomst antyder att inte alla supernovor från första generationens stjärnor har varit så kraftfulla som man tidigare antagit.
| Metallicitet jämfört med solen |       |
| Grundämne                      | [M/H] |
| Litium                         | 0,7   |
| Kol                            | −2,6  |
| Magnesium                      | −3,8  |
| Kalcium                        | −7    |

Förutom väte, som dyker upp redan i big bang, så innehåller stjärnan även kol, magnesium och kalcium, vilka skulle kunna ha bildats i en lågenergetisk supernova. Radikalen CH:s absorptionslinje kunde också observeras. Inget syre eller kväve har detekterats. Stjärnan är en klass K dvärg.